# Artur Wechmann
Artur Wechmann (* 28. November 1882 in Brieg in Schlesien; † 12. Februar 1969 in Berlin) war ein deutscher Hydrologe.

## Leben
Wechmann absolvierte ein Ingenieurstudium im Bereich Wasserbau, das er mit dem Diplom abschloss. Nach dem anschließenden Referendariat wurde er 1912 zum Regierungsbaumeister (Assessor) ernannt.
1935 folge der bis dahin in Breslau tätige Wechmann einer Berufung nach Berlin, wo er als Ministerialrat und Professor die Leitung der Preußischen Landesanstalt für Gewässerkunde und Hauptnivellements übernahm. Im Rahmen einer außerordentlichen Professur lehrte Wechmann Hydraulik und Angewandte Hydraulik an der Technischen Hochschule Berlin (heute: Technische Universität Berlin). Von 1951 bis 1953 war er Leiter des Hauptamtes für Hydrologie der DDR in Berlin.
„In Anerkennung seiner großen Verdienste um die Gewässerkunde und um das Schaffen der wissenschaftlichen Grundlagen für die Wasserwirtschaft“ wurde ihm 1953 von der Fakultät für Bauwesen der Technischen Universität Dresden die Ehrendoktorwürde verliehen.
Ein Enkel von Wechmann ist der Molekularbiologe und Wissenschaftsjournalist Stefan Graf.

## Schriften
- Die Auswertung gewässerkundlicher Messergebnisse. Verlag Technik, Berlin 1952.
- Hydraulik. Verlag Technik, Berlin 1955. / 3. verbesserte Auflage, Verlag für Bauwesen, Berlin 1966.
- Hydraulik. 2. verbesserte Auflage, Bau Verlag GmbH, Wiesbaden 1958. (Lizenzausgabe des Verlages der Technik, Berlin)
- Hydrologie. Oberirdisches Wasser, unterirdisches Wasser, Hydrometeorologie, Wasserhaushalt. R. Oldenbourg, München / Wien 1964. (Lizenzausgabe des Verlages für Bauwesen, Berlin)